# معرفة بيئية تقليدية

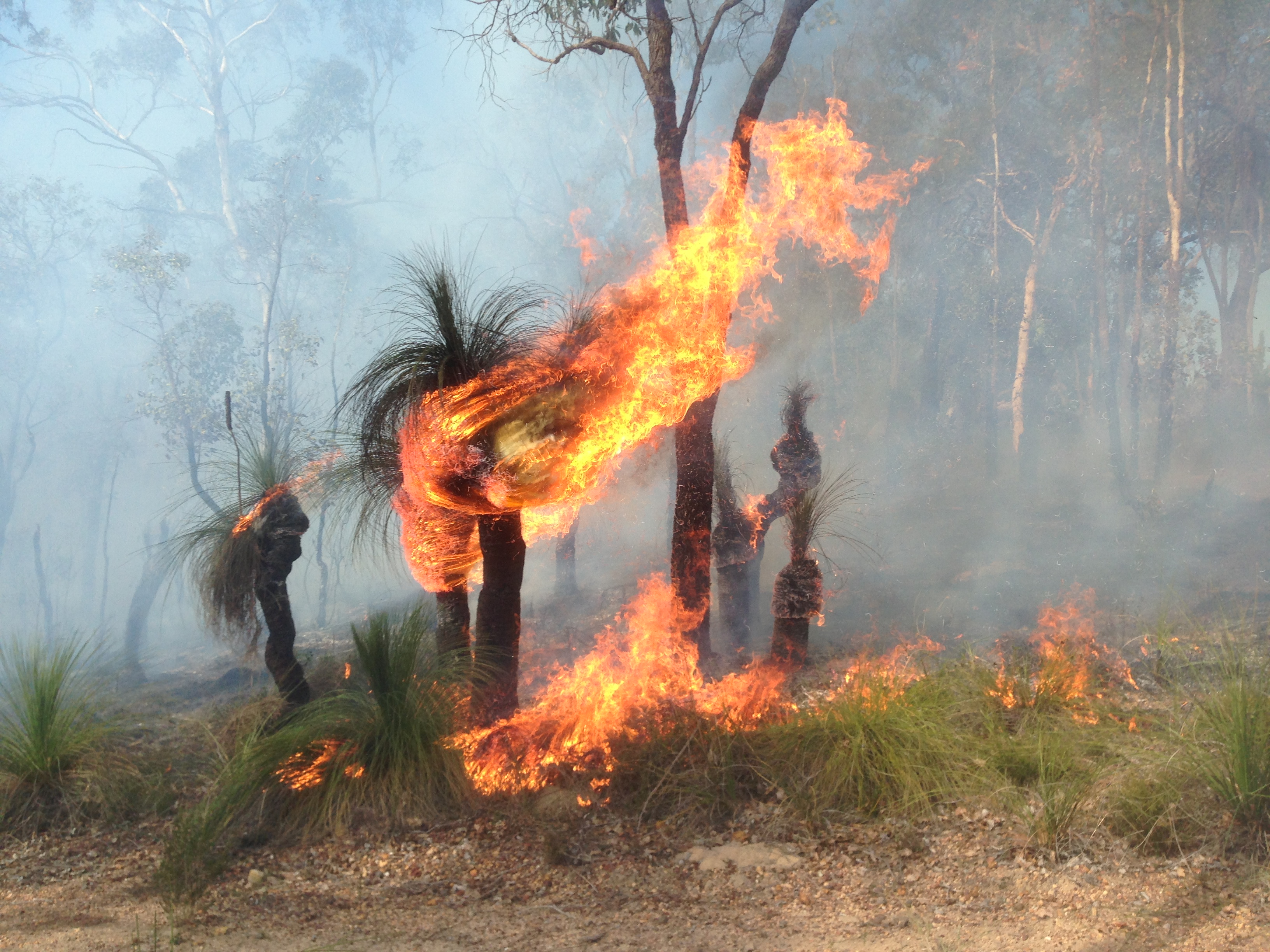
حرق شجرة ضمن الحرائق المسيطر عليها في أستراليا

تصف المعرفة البيئية التقليدية (بالإنجليزية: Traditional ecological knowledge، اختصارًا TEK) الأشكال الأصلية وغيرها من المعارف التقليدية فيما يتعلق باستدامة الموارد المحلية. كمجال للدراسة في الأنثروبولوجيا، تشير المعرفة البيئية التقليدية إلى «مجموعة تراكمية من المعرفة والاعتقادات والممارسات، التي تتطور من خلال تراكم المعرفة البيئية التقليدية ويتم تسليمها عبر الأجيال من خلال الأغاني والقصص والمعتقدات التقليدية. وهي معنية بعلاقة الكائنات الحية (بما في ذلك الإنسان) بمجموعاتهم التقليدية وبيئتهم». تُستخدم هذه المعرفة بشكل شائع في إدارة الموارد الطبيعية كبديل للبيانات البيئية الأساسية لقياس التغيرات بمرور الوقت في المناطق النائية التي لا تحتوي إلا على القليل من البيانات العلمية المسجلة.
إن استخدام المعرفة التقليدية في هذا المجال في الإدارة والعلوم أمر مثير للجدل لأن طرق اكتساب المعرفة وتجميعها، على الرغم من أنها غالبًا ما تتضمن أشكالًا من البحث التجريبي والتجريب، تختلف عن تلك المستخدمة لإنشاء المعرفة البيئية العلمية والتحقق من صحتها . وضعت الوكالات الحكومية غير القبلية، مثل وكالة حماية البيئة بالولايات المتحدة، برامج تكامل مع بعض الحكومات القبلية من أجل استخدام المعرفة البيئية التقليدية في الخطط البيئية وتتبع تغير المناخ.